# عزت القمحاوي
عزت القمحاوي (مواليد 23 ديسمبر 1961) روائي مصري أصدر عمله الأول عام 1992، ثم توالت أعماله في القصة والرواية والنص المفتوح على مختلف الأجناس الأدبية. تهتم أعماله بقيمة الحرية كما تحتفي بالحواس كأحد مداخل المعرفة وسعادة الإنسان. ترجمت بعض أعماله إلى الإنجليزية، الصينية، والإيطالية.
حصل القمحاوي على جائزة نجيب محفوظ في 11 ديسمبر 2012 عن روايته بيت الديب التي تتناول 150 عاما من حياة عائلة مصرية ريفية بالتوازي مع تاريخ مصر والمنطقة. كما حصل على جائزة سمير قصير لحرية الصحافة (2022) عن مقاله «عمارة الريبة: هوس البنايات الكبرى والشوارع الواسعة» .

## نشأته
ولد عزت القمحاوي في قرية ميت سهيل بمحافظة الشرقية، مصر، في 23 ديسمبر 1961، والتحق بكلية الإعلام جامعة القاهرة عام 1979، وتخرج فيها من قسم الصحافة عام 1983 ومنذ ذلك التاريخ عمل متدرباً فصحفياً في صحف: الجمهورية، الأحرار، الأخبار، ثم أخبار الأدب التي عمل مديراً لتحريرها، ومنها إلى مجلة الدوحة الثقافية، حيث أدارها من مايو 2011 حتى سبتمبر 2013.

## عالمه
على الرغم من أنه أصدر مجموعته القصصية الأولى في بداية التسعينيات، إلا أنه لا يضع نفسه ولم يضعه النقاد ضمن جيل أدبي معين. وهو يداوم على التجريب من عمل إلى آخر، وإن اشتركت أعماله على خطوط عامة كالسخرية والفنتازيا، كما يوحد هذه الأعمال السعي إلى حية الإنسان وسعادته من خلال احترام حواسه التي يوليها القمحاوي أهمية خاصة.
جاءت مجموعته القصصية الأولى حدث في بلاد التراب والطين في شكل واقعي من عالم الريف وتضمنت قسمين أولهما (حكايات) أي القصص القصيرة والثاني (تصاوير) ويتضمن عدداً من القصص القصيرة جداً التي تقع بين القصة وقصيدة النثر، ثم روايته مدينة اللذة انعطافة حادة نحو عوالم الفنتازيا والميثولوجيا، حيث أقام مدينة غريبة تحرسها إلهة للذة وتسيطر على سكانها بشبقها الحارق. وقد لفت هذا النص القصير الأنظار باعتباره إضافة كبيرة في سرد الحداثة العربية، ثم جاءت مجموعته القصصية الثانية مواقيت البهجة في سرد شعري يطارد البهجة المفتقدة في علاقات الحب.
وبعدها كان كتابه الأيك في المباهج والأحزان الذي وصفه بعض النقاد بأنه غير مسبوق في اللغة العربية. والكتاب يصعب تصنيفه تبعاً لجنس أدبي معين؛ فهو فصول حول الحواس، تتضمن تأملات وخبرات الكاتب في الحياة وفي كتابات الآخرين، كما يتضمن حكايات يمكن قراءتها بوصفها قصصاً قصيرة.
ثم جاءت روايته غرفة ترى النيل وتتناول الأيام الثلاثة الأخيرة لبطلها عيسى الذي كان يفترض أن يكون كاتباً، لكنه لم يكتب شيئاً، لأنه ممسوس بفكرة الكمال التي أصابته برهاب الكتابة، يرافقه في أيامه الأخيرة صديقه الروائي رفعت، الذي كتب كل ما استطاع وتوصل إلى النتيجة ذاتها: لا جدوى. وكان الصديقان يراقبان من شباك غرفتهما بالمستشفى الاستثماري جزيرة نيلية دخل المستثمرون والحكومة معركة عليها مع ملاكها الأصليين من الفلاحين، فكان التداعي في جسد المحتضر متوازياً مع التداعي في جسد المجتمع المصري تحت ضغط الفساد والسمسرة.
أما الحارس فهي أمثولة عن الاستلاب الذي يصيب الإنسان عندما يضع نفسه في خدمة قوة متسلطة إلى حد الغياب، من خلال حياة الملازم وحيد الذي ينضم إلى فرقة الفرسان في حراسة رئيس. ويتوحد الملازم مع عمله إلى درجة نسيان حياته الخاصة تماماً، وتتجه ملامحه إلى التشابه مع غيره من الحراس. يكرس وحيد نفسه لخدمة «منظومة الحراسة» ويعيش بأمل رؤية الرئيس ذات يوم، لكنه لا يحظى أبداً بهذه الرؤية، لأن هناك أربعين موكباً تنطلق من بوابات القصر، ومثلها مواكب جوية، والرئيس في أحدها، أو ليس في واحد منها على الإطلاق!
وجاء كتاب الغواية عودة أخرى إلى عوالم الأيك. وهو رسائل حب بين كاتب وكاتبة، لذا تتضمن ـ إلى جانب خط السيرة الواضح فيها ـ تفكيراً حول القراءة والكتابة وولع الخلود الذي يوحد البشر، من الفراعنة بناة الصروح العملاقة إلى البسطاء الذين ينجبون أطفالاً لتحمل أسماءهم، مروراً بمن يكتبون أسماءهم على الجدران والأشجار وفي الأماكن الخطرة من ممرات المترو تحت الأرض.
وفي رواية بيت الديب يتناول حياة أجيال متعددة لعائلة ريفية مصرية على مدى أكثر من مائة وخمسين عامًا ليرصد التاريخ المصري والعالمي من خلال تاريخ العائلة. يؤسس عزت القمحاوي في هذه الرواية قرية بين الواقع والخيال، تضم الهاربين من ظلم الضرائب العثمانية في مفترق طرق يلتقون فيه بالمصادفة، ويعيشون على المساوة التامة مستمتعين بنسيان الحكومة لهم حتى تبدأ لعبة السلطة في القرية مع تولي محمد علي باشا حكم مصر، وتستمر الأحداث حتى غزو العراق حيث يعود أحد أفراد الأسرة كان جده قد غادر القرية في بداية القرن العشرين.
أما رواية يكفي أننا معًا، فقد مثلت انعطافة جديدة في كتابة عزت القمحاوي، من حيث الموضوع ولغة السرد، حيث يقدم في لغة تبدو بسيطة قصة حب بين كهل في الستين وشابة في السابعة والعشرين. تجري أحداث الرواية بين القاهرة وروما وكابري، وفي كل مرة يبدو المكان بطلا يلقي بظلاله على العلاقة العذبة والهشة في آن معا.

## أعماله
1. حدث في بلاد التراب والطين (قصص ـ دار سعاد الصباح 1992).
2. مدينة اللذة (رواية ـ طبعة أولى هيئة قصور الثقافة، سلسلة أصوات أدبية 1997، طبعة ثانية دار العين 2009).
3. مواقيت البهجة (قصص ـ هيئة قصور الثقافة، سلسلة أصوات أدبية 2000).
4. الأيك في المباهج والأحزان (نصوص ـ سلسلة كتاب الهلال 2002).
5. غرفة ترى النيل (رواية ـ طبعة أولى دار ميريت للنشر 2004، وطبعة موازية دار الحوار باللاذقية 2004 - طبعة ثانية دار ميريت للنشر 2006، وطبعة ثالثة في مكتبة الأسرة، 2010).
6. الحارس (رواية ـ طبعة أولى دار العين، 2008).
7. كتاب الغواية (رسائل-طبعة أولى دار العين، 2009).
8. بيت الديب (رواية - طبعة أولى) عن دار الآداب اللبنانية، 2010.
9. ذهب وزجاج (بورتريهات- طبعة أولى) عن نهضة مصر، 2011.
10. العار من الضفتين (ريبورتاج - طبعة أولى) عن دار العين، 2011.
11. البحر خلف الستائر (رواية - طبعة أولى) عن دار الآداب اللبنانية، 2013.[12]
12. السماء على نحو وشيك (مجموعة قصصية - طبعة أولى) عن بتانة، 2016.[13]
13. يكفي أننا معًا (رواية) عن الدار المصرية اللبنانية، 2017.[14][15]
14. ما رآه سامي يعقوب (رواية) عن الدار المصرية اللبنانية، يناير 2019. [16]
15. «غرفة المسافرين» عن الدار المصرية اللبنانية 2020.[17]
16. «غربة المنازل» عن الدار المصرية اللبنانية 2021 [18].
17. «الأيك في المباهج والأحزان» - نسخة محدثة - الدار المصرية اللبنانية 2022. [19]
18. «الطاهي يقتل .. الكاتب ينتحر» عن الدار المصرية اللبنانية 2023.[20]
19. «بخلاف ما سبق» عن الدار المصرية اللبنانية 2025.[21]

## الجوائز
- حصل القمحاوي على جائزة نجيب محفوظ في 11 ديسمبر 2012 عن روايته بيت الديب.[1]
- وصلت روايته يكفي أننا معا إلى القائمة القصيرة لجائزة الشيخ زايد للكتاب عام 2018[22].
- وصلت روايته غرفة المسافرين إلى القائمة القصيرة لجائزة الشيخ زايد للكتاب عام 2021[23].
- وصلت روايته غربة المنازل إلى القائمة القصيرة لجائزة الشيخ زايد للكتاب عام 2022[24].
- جائزة سمير قصير لحرية الصحافة (2022) عن مقاله «عمارة الريبة: هوس البنايات الكبرى والشوارع الواسعة» [25].

## وصلات خارجية
- عزت القمحاوي على موقع أرشيف الشارخ.
- صفحة الكاتب في المصري اليوم
- صفحة الكاتب على فيس بوك  على فيسبوك.
- صفحة الكاتب على موقع Good reads